# Landwind X5

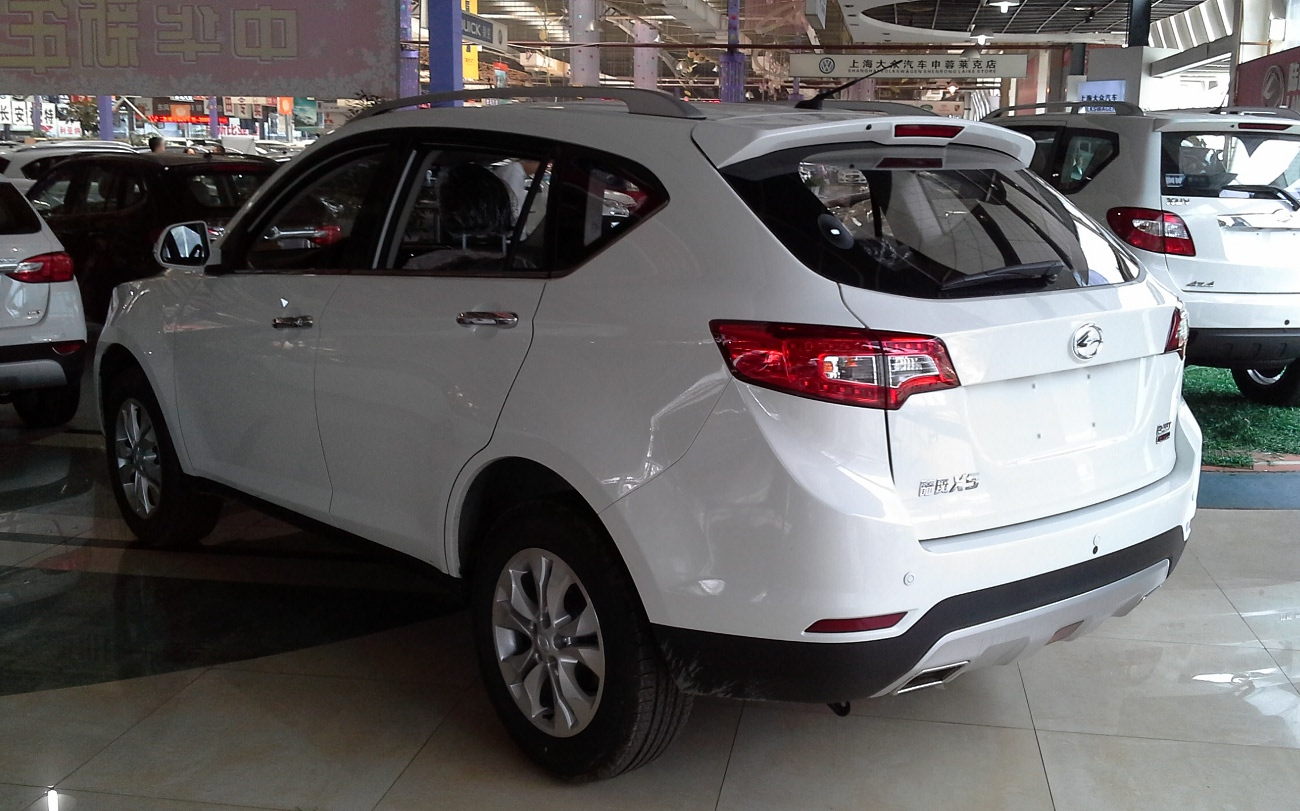
Heckansicht

Der Landwind X5 ist ein SUV der zum chinesischen Automobilherstellers Jiangling Motors gehörenden Marke Landwind.

## Geschichte
Erstmals der Öffentlichkeit gezeigt wurde das Fahrzeug auf der Guangzhou Auto Show 2012. Ab Anfang Januar 2013 wurde das SUV in China verkauft.

## Technische Daten
Den Antrieb übernimmt entweder ein 110 kW (150 PS) starker 1,5-Liter-Ottomotor oder ein 140 kW (190 PS) starker 2,0-Liter-Ottomotor, der auch im Landwind X7 zum Einsatz kommt. Ab Anfang 2014 war letzterer optional auch mit einem 8-Gang-Automatikgetriebe erhältlich.
| Kenngrößen                                  | 1.5 T                        | 2.0 T                                                                  |
| Bauzeitraum                                 | 01/2013–2020                 | 01/2013–2020                                                           |
| Motorkenndaten                              |                              |                                                                        |
| Motortyp                                    | R4-Ottomotor                 | R4-Ottomotor                                                           |
| Hubraum                                     | 1499 cm³                     | 1997 cm³                                                               |
| Verdichtungsverhältnis                      | 9,5 : 1                      | 9,3 : 1                                                                |
| max. Leistung                               | 110 kW (150 PS) bei 5500/min | 140 kW (190 PS) bei 5500/min                                           |
| max. Drehmoment                             | 200 Nm bei 2000–4500/min     | 250 Nm bei 2800–4400/min                                               |
| Kraftübertragung                            |                              |                                                                        |
| Antrieb, serienmäßig                        | Vorderradantrieb             | Vorderradantrieb                                                       |
| Getriebe, serienmäßig                       | 6-Gang-Schaltgetriebe        | 6-Gang-Schaltgetriebe                                                  |
| Getriebe, optional                          | Stufenloses Getriebe         | bis 2014: 6-Gang-Automatikgetriebe seit 2014: 8-Gang-Automatikgetriebe |
| Messwerte                                   |                              |                                                                        |
| Höchstgeschwindigkeit                       | 175 km/h (170 km/h)          | 185 km/h (170 km/h)                                                    |
| Beschleunigung, 0–100 km/h                  | 12,7 s (14,1 s)              | 11,0 s (12,7 s)                                                        |
| Kraftstoffverbrauch auf 100 km (kombiniert) | 5,7 l Super (5,6 l Super)    | 6,4 l Super (5,8 l Super)                                              |
| Tankinhalt                                  | 60 l                         | 60 l                                                                   |

Werte in Klammern gelten für Modelle mit optionalem Getriebe